# Збережи моє мовлення назавжди
«Збережи моє мовлення назавжди» (рос. «Сохрани мою речь навсегда») — російський документально-ігровий фільм, знятий Романом Ліберовим. Стрічка, використовуючи анімацію, дизайн, ляльковий театр та комп'ютерну графіку, розповідає історію життя поета Осипа Мандельштама. Прем'єра фільму відбулась 12 жовтня 2015 року в Санкт-Петербурзі в рамках фестивалю «Черешневий ліс».

## Голосовий акторський склад
- Віктор Сухоруков — Осип Мандельштам[1]
- Інна Чурікова — Надія Мандельштам[2]
- Міріам Сехон — Надія Мандельштам[2]
- Чулпан Хаматова — Марина Цвєтаєва[3]
- Євген Стеблов — Борис Пастернак[3]
- Олександр Феклістов — Олександр Фадєєв / Володимир Ставський
- Володимир Мішуков — слідчий НКВС
- Данило Щебланов — Йосип Сталін
- Галина Тюніна — Анна Ахматова

## Виробництво

### Розроблення
— Режисер Роман Ліберов
Робота над проектом тривала 2 роки. Режисеер Роман Ліберов почав працювати над «Збережи моє мовлення назавжди» відразу ж після закінчення фільму «ІльфіПетров».
За фінансуванням режисер Роман Ліберов звернувся до краудфандигової платформи Planeta.ru. Збір коштів був завершений 3 серпня 2014 року, але проект зібрав трохи більше 50% необхідної суми (269 210 російських рублів з 500 000). Пізніше Ліберов заявив, що збір грошей на цій платформі було «великою помилкою».

### Знімання
В ляльковому фрагменті фільму була задіяна маріонетка Осипа Мандельштама різного віку.

### Саундтрек
Головною музичною темою фільму стала пісня Noize MC «Сохрани мою речь навсегда», яка є його власною інтерпретацією однойменного вірша Осипа Мандельштама. Також розглядалися пісні Ноггано та Біллі Новіка.

## Випуск
Прем'єра фільму «Збережи моє мовлення назавжди» відбулась 12 жовтня 2015 року в Санкт-Петербурзі в рамках фестивалю «Черешневий ліс». В широкий прокат Росії стрічка вийшла 22 жовтня 2015 року. Телевізійна прем'єра відбулась 15 січня 2015 року.